# Zakłady Chemiczne „Nitro-Chem”
Zakłady Chemiczne Nitro-Chem SA – przedsiębiorstwo przemysłu chemicznego i zbrojeniowego z siedzibą w Bydgoszczy. Należy do Polskiej Grupy Zbrojeniowej.

## Historia
Przedsiębiorstwo znajduje się na terenie dawnej fabryki DAG Fabrik Bromberg (1939–1945), wzniesionej przez władze III Rzeszy, przeznaczonej do produkcji materiałów wybuchowych i elaboracji amunicji na potrzeby Wehrmachtu. W 1945 na polecenie Komisji Trofeów Wojennych Armii Czerwonej, żołnierze radzieccy wywieźli wszystkie urządzenia techniczne do ZSRR. Pozostały jedynie puste budynki produkcyjne i socjalne, linie technologiczne (nitrocelulozy, nitrogliceryny, prochu, trotylu i nitrozwiązków) oraz setki kilometrów dróg wewnętrznych, bocznic kolejowych i sieci podziemnych i napowietrznych. Latem 1945 po wycofaniu Armii Czerwonej, na terenie fabryki stacjonowały oddziały Korpusu Bezpieczeństwa Wewnętrznego, a zakład przejął Centralny Zarząd Przemysłu Zbrojeniowego w Warszawie.
W części obiektów pofabrycznych, położonych na wschód od magistrali węglowej utworzono Państwową Wytwórnię Prochu w Łęgnowie, przemianowaną w 1951 na Wytwórnię Chemiczną nr 9, którą w 1959 przekształcono w Zakłady Chemiczne Zachem w Bydgoszczy. Wykorzystywały one część istniejącej po DAG Fabrik Bromberg infrastruktury, a oprócz produkcji cywilnej prowadziły ściśle tajną produkcję materiałów wybuchowych dla sił zbrojnych państw Układu Warszawskiego. Od 1948 produkowano trotyl, od 1950 także heksogen. W 1952 doszło do potężnej eksplozji na linii produkcyjnej trotylu, w wyniku której zginęło 15 pracowników, 84 zostało rannych, a skutki wybuchu (potłuczone szyby w oknach) były odczuwalne w promieniu 10 km. W 1968 nastąpił kolejny wybuch, mniejszy i nie tak tragiczny w skutkach. W kolejnych latach dokonywano rozbudowy przedsiębiorstwa, dywersyfikacji produkcji oraz wymiany wyposażenia linii technologicznych na nowoczesne, bezpieczne i niezawodne instalacje. W 1990 roku przychody Zachemu z produkcji materiałów wybuchowych wynosiły ok. 5% sprzedaży całego zakładu.
1 stycznia 1992 r. zakład podzielono na dwa niezależne przedsiębiorstwa: „Nitro-Chem” w części wschodniej, który prowadził produkcję materiałów wybuchowych i „Zachem” w części zachodniej, prowadzący produkcję cywilną. 24 października 1994 zakład przekształcono w spółkę Skarbu Państwa. W latach 90. XX w. produkowano m.in. chloronitrobenzen, chlorodinitrobenzen, trotyl, pentryt, nitrobenzen. Oprócz materiałów wybuchowych wytwarzano półprodukty do produkcji barwników oraz przemysłu farmaceutycznego. Jako produkty uboczne otrzymywano m.in.: kwas siarkowy, kwas azotowy, naftalen, pentryt flegmatyzowany, pentaerytryt. W tym okresie możliwości produkcyjne zakładu wykraczały znacznie ponad potrzeby gospodarki kraju. Wykorzystanie mocy produkcyjnych w 1992 wynosiło ok. 20%. Zakład był krajowym monopolistą w zakresie produkcji trotylu, pentrytu, chloronitrobenzenu i pochodnych nitrobenzenu oraz elaboracji określonych typów pocisków dla sił zbrojnych. Sieci technologiczne, energetyczne, wodociągowe i kanalizacyjne, bazę transportową współużytkowano razem z Zakładami Chemicznymi Zachem.
W 2003 wdrożono systemy zarządzania jakością wg norm ISO 9001 i AQAP 2110, a w 2006 przedsiębiorstwo przystąpiło do grupy kapitałowej Bumar (od 2013 Polski Holding Obronny) zrzeszającej wiodące firmy reprezentujące polski przemysł obronny. W 2008 dokonano modernizacji linii technologicznej do produkcji wysokoenergetycznych materiałów wybuchowych (RDX, HMX), zaś w 2011 po wykorzystaniu środków z Unii Europejskiej uruchomiono instalację do produkcji folii z tworzyw sztucznych według własnej technologii.
Po wejściu Polski do NATO spółka nastawiła działalność na eksport wyrobów za granicę, głównie do państw Organizacji, a później także do Azji. Budowie międzynarodowej marki zakładu pomogła umowa offsetowa z Lockheed Martin w 2013, związana z kontraktem na samoloty F-16. Po wygaśnięciu zobowiązań offsetowych przedłużono umowy z zakładem, który uzyskał certyfikaty dostawcy dla Armii USA. Wyroby Nitrochemu ceni się za wysoką jakość, co umożliwia bezproblemowe elaborowanie amunicji. W 2015 ukończono budowę w Wietnamie licencyjnej linii technologicznej do produkcji TNT. Nitro-Chem inwestuje również w badania i rozwój, dzięki czemu zbudowano nową linię technologiczną mało wrażliwych materiałów wybuchowych nowej generacji. Wśród inwestycji proekologicznych, największe znaczenie miało zamknięcie obiegu wody technologicznej oraz rozpoczęcie budowy własnej oczyszczalni ścieków. W 2015 przedsiębiorstwo otrzymało 30 mln zł na uporządkowanie gospodarki wodno-ściekowej oraz modernizację linii technologicznych produkcji trotylu, heksogenu i oktogenu. Inwestycję sfinansowano z Funduszu Restrukturyzacji Przedsiębiorców, w ramach którego Ministerstwo Skarbu Państwa udzieliło spółce wsparcia nie będącego pomocą publiczną.
W 2015 obroty spółki przekroczyły 150 mln zł, a 85% przychodów uzyskano z eksportu. Przez wiele lat bydgoska fabryka była jedynym certyfikowanym dostawcą TNT dla Sił Zbrojnych Stanów Zjednoczonych. Aktualnie jest największym w państwach członkowskich NATO producentem trotylu (10 tys. ton rocznie) i eksportowym prymusem w polskiej branży zbrojeniowej. W 2018 obroty spółki wynosiły 200 mln zł, a w 2019 przedsiębiorstwo we współpracy z firmą RWM Italia z grupy Rheinmetall Defence podjęło produkcję 250-kilogramowych bomb lotniczych Mk 82 przeznaczonych do przenoszenia przez samoloty F-16.
Z końcem 2023 roku Nitro-Chem rozpoczął sprzątanie nielegalnych składowisk z odpadami pochodzącymi najprawdopodobniej ze swojej produkcji. Ujawniono je w miejscowościach Szczerców i Chabielice w województwie łódzkim oraz Czarna i Rojków w województwie mazowieckim.

## Lista prezesów
- Tomasz Ptaszyński (2008[15]–2017[16])
- Krzysztof Kozłowski (2017–2020)[17]
- Andrzej Łysakowski (2020–2022)[18]
- Rafał Mendlik (2022[18]–2023[19] jako p.o.)
- Dominik Sawicki (2023–2024)[19]
- dr inż. Piotr Kasprzak (2024)[19][20][21]
- Arkadiusz Miszuk (od 2024 jako p.o.)[21]

## Infrastruktura produkcyjna
- Instalacja do produkcji trotylu i dinitrotoluenu;
- Instalacja do produkcji heksogenu i oktogenu;
- Linia do produkcji kawałkowanego trotylu i tritonalu;
- Linia elaboracji metodą ślimakowania amunicji kalibru od 60 do 160 mm;
- Linia do produkcji metodą prasowania pobudzaczy i ładunków;
- Instalacja do produkcji folii z tworzyw sztucznych.

## Produkty
- Materiały wybuchowe – trotyl (TNT), heksogen (RDX), oktogen (HMX), kompozycje na bazie ww. materiałów oraz tritonalu i dinitrotoluenu;
- Cywilne środki strzałowe – pobudzacze trotylowe prasowane, ładunki zalewane na bazie trotylu, pobudzacze prasowane na bazie kompozycji materiałów wybuchowych;
- Amunicja i usługi elaboracji – pociski i głowice bojowe, amunicja saperska, miny przeciwpancerne, bomby lotnicze, granaty chemiczne (dymne, łzawiące), usługi elaboracji;
- Produkty chemiczne – dinitrotoluen;
- Folie z tworzyw sztucznych – polipropylenowa i poliestrowa

## Logistyka i rynki zbytu
Przedsiębiorstwo specjalizuje się w produkcji eksportowej materiałów wybuchowych (75% produkcji). Specyfika transportu materiałów niebezpiecznych wymaga specjalnej obsługi logistycznej, które zapewnia Wewnętrzna Służba Ochrony. Spółka sprzedaje swoje wyroby m.in. do USA, Kanady, Francji, Wielkiej Brytanii, Hiszpanii, Izraela, Arabii Saudyjskiej, a także dla Sił Zbrojnych Rzeczypospolitej Polskiej i pozostałych służb mundurowych oraz innych spółek związanych dawniej z PHO. Wśród odbiorców wyrobów Nitro-Chemu znajdują się m.in. Dyno Nobel (górnictwo), amerykański koncern zbrojeniowy General Dynamics, izraelski Rafael Advanced Defense Systems, państwowy przemysł surowców skalnych Algierii, koncerny kanadyjskie, górnicze i drogowe koncerny z Południowej Afryki, przedsiębiorcy ze Zjednoczonych Emiratów Arabskich, Korei Płd., Turcji, Portugalii i Wysp Owczych. Od 2009 jest głównym dostawcą trotylu dla amerykańskiego potentata amunicyjnego ATK.

## Ochrona
Przedsiębiorstwo należy do branży zbrojeniowej i podlega specjalnym procedurom NATO, Ministerstwa Spraw Wewnętrznych i Administracji oraz Ministerstwa Gospodarki. Jest chronione przez bramy, ogrodzenia i wały ochronne, a do hal produkcyjnych prowadzą kręte tunele (z uwagi na bezpieczeństwo w razie eksplozji). Firma zajmuje łącznie 150 hektarów powierzchni.

## Sponsoring
Od 2013 firma była sponsorem strategicznym występującej w PlusLidze drużyny siatkarskiej Łuczniczka Bydgoszcz. Wspiera także sport młodzieżowy, imprezy sportowe i kulturalne oraz jednostki medyczne.

## Osiągnięcia
- Puchar Ministra Gospodarki za „Najlepszy wyrób eksportowy 1997 roku” na VI Międzynarodowym Salonie Przemysłu Obronnego w Kielcach (1998)
- Srebrny medal w konkursie „Top Firm 2004” organizowanym przez polską Organizację Handlową na najlepszego polskiego eksportera na rynek amerykański (2004)
- Nagroda Gospodarcza Wojewody Kujawsko-Pomorskiego (2006)
- Certyfikat „Przejrzysta Firma” przyznany przez firmę Dun and Bradstreet we współpracy z Getin Bankiem za prowadzenie jawnej polityki informacyjnej i propagowanie dobrych praktyk biznesowych w tej sferze (2008)
- Godło „Europejski Standard 2009” za prowadzenie aktywnej polityki rozwoju zarządzania jakością, innowacyjność i dbałość o rozwój pracowników (2010)
- Nagroda Ministra Gospodarki dla najlepszego eksportera sektora obronnego (2010)
- Certyfikat „Najwyższa Jakość – Firma Roku 2010”
- Tytuł „Pracodawca roku regionu kujawsko-pomorskiego (2011)
- Tytuł „Jakość Roku 2010”
- Tytuł Innowacyjnej Firmy 2011
- Złoty Medal Międzynarodowych Targów Techniki Pakowania i Logistyki Taropak 2012
- Tytuł Mecenasa Bydgoskiego Sportu – 2012, 2013
- I miejsce w rankingu Złotej Setki Pomorza i Kujaw 2013 – Filar regionu, Duża najbardziej innowacyjna firma regionu